# Estadi EPRU
L'Estadi EPRU fou un estadi esportiu de la ciutat de Port Elizabeth, a Sud-àfrica. "EPRU" és l'acrònim d'Eastern Province Rugby Union.
Anteriorment s'anomenà Boet Erasmus Stadium. Tenia una capacitat per a 33.852 espectadors.
L'estadi fou utilitzat inicialment per la pràctica del rugbi, disputant-s'hi competicions com la Super Rugby, Currie Cup, Vodacom Cup i el Super 10. L'any 1995 s'hi disputà la Copa del Món de rugbi de 1995. També fou seu de la Copa d'Àfrica de Nacions 1996.
L'estadi fou oficialment tancat el juliol de 2010, després de la construcció del nou estadi Nelson Mandela Bay a Port Elizabeth i posteriorment demolit (2019).